# Ctenopterella denticulata
Ctenopterella denticulata är en stensöteväxtart som först beskrevs av Bl., och fick sitt nu gällande namn av Barbara S. Parris. Ctenopterella denticulata ingår i släktet Ctenopterella och familjen Polypodiaceae. Inga underarter finns listade.